# Amonijum nitrat
Hemijsko jedinjenje amonijum nitrat, nitrat amonijaka sa hemijskom formulom 4O3, je bela kristalna supstanca na sobnoj temperaturi i standardnom pritisku, koja je veoma rastvorna u vodi. On je u širokoj upotrebi u agrikulturi kao đubrivo sa visokim sadržajem azota. On se takođe koristi kao oksidacioni agens u eksplozivima. On je glavna komponenta ANFO eksploziva, popularnog industrijskog eksploziva koji sačinjava 80% eksploziva koji se koriste u Severnoj Americi; slična formulacija je korištena u improvizovanim eksplozivnim napravama. Mnoge zemlje postupno ukidaju njegovi primenu u potrošačkim aplikacijama zbog zabrinutosti u pogledu mogućih zloupotreba.

## Pojava
Amonijum nitrat se nalazi kao prirodni mineral (gvahabet — amonijumski analog nitera, i drugih nitratnih minerala kao što je natrijum nitrata poznat kao nitratin) u najsuvljim regionima pustinje Atakama u Čileu, često kao kora na zemljištu i/ili u sprezi sa drugim nitratima, jodatima, i halidnim mineralima. Amonijum nitrat je iskopavan tamo u prošlosti, dok se u današnje vreme skoro 100% ove hemikalije dobija sintetičkim putem.

## Proizvodnja
Procesi proizvodnje amonijum nitrata u industriji su hemijski jednostavni, mada predstavljaju tehnološki izazov. Kiselinsko-bazna reakcija amonijaka sa azotnom kiselinom proizvodi rastvor amonijum nitrata:
Amonijak se koristi u svojoj anhidratnoj formi (i.e., gasovitoj formi) i azotna kiselina je koncentrovana. Ova reakcija je burna usled njene visoko egzotermne prirode. Nakon što se formira rastvor, tipično pri koncentraciji od oko 83%, višak vode se uparava do amonijum nitratnog (AN) sadržaja sa koncentracijom od 95% do 99,9% (AN istopljen), u zavisnosti od stepena. Rastopljeni AN se zatim oblikuje u globule ili male perle u sprejnom tornju, ili u granule raspršivanjem i prevrtanjem u rotirajućem bubnju. Globule ili granule se mogu dodatno sušiti, ohladiti i zatim presvući kako bi se sprečilo zgrušavanje. Ove globule ili granule su tipični AN produkti u prodaji.
Amonijak koji je neophodan za ovaj proces se dobija putem Haberovog procesa iz azota i vodonika. Amonijak proizveden Haberovim procesom se oksiduje do azotne kiseline putem Ostvaldovog procesa. Alternativni proizvodni metod je varijanta Odovog procesa:
Produkti, kalcijum karbonat i amonijum nitrat, se mogu zasebno prečistiti ili prodavati u kombinaciji kao kalcijum amonijum nitrat.
Amonijum nitrat se isto tako može formirati putem metateznih reakcija:

### Reakcije
Amonijum nitrat reaguje sa metalnim hidroksidima, pri čemu se oslobađa amonijak i formira nitrat alkalnog metala:
Amonijum nitrat ne ostavlja ostatak kad se zagreva:
Kad se brzo zagreva ili pri eksplozijama predominantna reakcija je:
Amonijum nitrat se isto tako formira u atmosferi od emisija NO, SO2, i 3, i kao sekundarna komponenta pojedinih PM10 čestica.

### Kristalne faze
Transformacije kristalnih stana usled promena uslova (temperature, pritiska) utiču na fizička svojstva amonijum nitrata. Sledeća kristalna stanja su bila identifikovana:
| Sistem | Temperatura ( °C) | Stanje       | Promena zapremine (%) |
| ------ | ----------------- | ------------ | --------------------- |
|        | > 169,6           | tečnosti     |                       |
|        | 169,6 do 125,2    | kubna        | −2.1                  |
|        | 125,2 do 84,2     | tetragonalna | +1.3                  |
|        | 84,2 to 32,3      | α-rombna     | −3,6                  |
|        | 32,3 do −16,8     | β-hombna     | +2.9                  |
|        | < −16,8           | tetragonalna |                       |

Tip V kristala je kvazi kubna forma srodna sa cezijum hloridom, azotni atomi nitratnih anjona i amonijum katjoni su mesta u kubnoj rešetci gde bi Cs i Cl bili u CsCl rešetci.

## Primena
Zagrevanje ili paljenje može da izazove silovito sagorevanje ili eksploziju. Amonijum nitrat reaguje sa zapaljivim i redukujućim materijalima kao jak oksidans. On je u širokoj upotrebi u đubrivima i eksplozivima. Amonijum nitrati se takođe koriste za modifikovanje brzine detonacije drugih eksploziva. Primeri su amonijumski dinamiti (nitroglicerin).

### Đubrivo
Amonijum nitrat je važno đubrivo sa NPK oznakom 34-0-0 (34% azota). On je manje koncentrovan od uree (46-0-0), što daje amonijum nitratu izvesnu transportnu inferiornost. Amonijum nitratova prednost u odnosu na ureu je da je on stabilniji i da brzo ne gubi azot u atmosferu.

### Eksplozivi
Amonijum nitrat nije, sam po sebi, eksploziv, ali se od njega lako formiraju eksplozivne smeše raznih svojstava kad se kombinuje sa primarnim eksplozivima kao što su azidi ili sa gorivima kao što je aluminijumski prah ili lož ulje.

#### Smeša sa lož uljem
ANFO je smeša sa 94% amonijum nitrata („AN”) i 6% lož ulja („FO”) koja nalazi široku primenu kao industrijski eksploziv.‍:1 On se koristi u eksploataciji uglja, kamenolomima, rudnicima metala, i građevinarstvu u nezahtevnim aplikacijama gde su prednosti ANFO-ove niske cene i lakoća upotrebe važniji od prednosti koje nude konvencionalni industrijski eksplozivi, kao što su otpornost na vodu, balans kiseonika, visoka brzina detonacije i performanse u malim rastojanjima.‍:2

#### Terorizam
Eksplozivi bazirani na amonijum nitratu su korišteni u bombardovanju Sterling Hola u Madison, Viskonsin, 1970, bombaškom napadu u Oklahoma Citiju 1995, Delhijskom bombaškom napadu 2011, napadima na Oslo 2011, i eksploziji u Hajderabadu 2013. godine.
U novembru 2009, zabrana upotrebe amonijum sulfatnih, amonijum nitratnih, i kalcijum amonijum nitratnih đubriva je uvedena u bivšoj Malakandskoj oblasti — koja se sastoji od okruga Gornjeg Dira, Donjeg Dira, Svata, Čitrala i Malakanda Severozapadne granične provincije (NWFP) Pakistana — od strane NWFP vlade, nakon izveštaja da te hemikalije koriste razne vojne formacije za pravljenje eksploziva. Usled ovih zabrana, „kalijum hlorat — materijal koji uzrokuje paljenje šibica — je zamenio đubriva kao sirovina za pravljenje eksploziva među pobunjenicima.”

### Specijalizovane primene
Amonijum nitrat se koristi u pojedinim instantnim hladnim pakovanjem, jer je njegovo rastvaranje u vodi veoma endotermno. On se isto tako korišten u kombinaciji sa nezavisnim eksplozivnim „gorivima” kao što je gvanidin nitrat, kao jeftinija (mada manje stabilna) alternativa za 5-aminotetrazol u sredstvima za naduvavanje vazdušnih jastuka koje proizvodi Takata korporacija, koji su bili opozvani nakon su uzrokovali 14 smrtnih slučajeva.

## Literatura
- Patnaik, Pradyot (2002). Handbook of Inorganic Chemicals. McGraw-Hill. ISBN 978-0-07-049439-8.
- Martel, B; Cassidy, K. (2004). Chemical Risk Analysis: A Practical Handbook. Butterworth–Heinemann. стр. 362. ISBN 978-1-903996-65-2.
- Properties: UNIDO and International Fertilizer Development Center , Fertilizer Manual. Kluwer Academic Publishers. 1998. ISBN 978-0-7923-5032-3.

## Spoljašnje veze
- Интернационална карта хемијске безбедности 0216
- Skladištenje i rukovanje amonijum nitratom
- "Storing and Handling Ammonium Nitrate", United Kingdom Health and Safety Executive publication INDG230 (1986)
- Chemical Advisory: Safe Storage, Handling, and Management of Ammonium Nitrate United States Environmental Protection Agency
- Calculators: surface tensions Архивирано на веб-сајту  (22. фебруар 2020), and densities, molarities and molalities Архивирано на веб-сајту  (22. фебруар 2020) of aqueous ammonium nitrate